# Family Circle Cup 1995
Family Circle Cup 1995 — жіночий тенісний турнір, що проходив на відкритих кортах з ґрунтовим покриттям Sea Pines Plantation у Гілтон-Гед-Айленді (США). Належав до турнірів 1-ї категорії в рамках Туру WTA 1995. Тривав з 27 березня до 2 квітня 1995 року. Кончіта Мартінес здобула титул в одиночному розряді.

## Фінальна частина

### Одиночний розряд
Кончіта Мартінес —  Магдалена Малеєва 6–1, 6–1
- Для Мартінес це був 1-й титул за рік і 25-й — за кар'єру.

### Парний розряд
Ніколь Арендт /  Манон Боллеграф —  Джиджі Фернандес /  Наташа Звєрєва 0–6, 6–3, 6–4
- Для Арендт це був 2-й титул за сезон і 4-й — за кар'єру. Для Боллеграф це був 1-й титул за рік і 17-й — за кар'єру.